# 여의도연구원
여의도연구원은 국민의힘의 싱크탱크로 1995년에 민주자유당에 의해 설립된 대한민국 최초의 정당 정책 연구원이다. 
2013년 새누리당 최고위원회를 통해 '여의도연구소 혁신안'을 승인받은 뒤 2013년 10월 2일 당 상임전국위원회를 열어 이 당규개정안을 의결하였다. 이에 따라, 여의도연구소는 여의도연구원으로 격상되었고, 당의 대표가 여의도연구원의 이사장을 맡게 되었다.
2020년 9월 1일, 국민의힘이 출범하면서 새 정강정책인 「모두의 내일을 위한 약속」, 「우리의 믿음」, 「기본정책」을 바탕으로 장기적인 국가 비전과 전략을 연구하고, 교육을 통해 국민과 소통함으로써 정책 중심의 정당을 선도하고 정치와 국가 발전에 기여하기 위해 노력하고 있다. 특히 「모두의 내일을 위한 약속」에서 언급한 누구도 소외되지 않는 국민 통합과 미래 변화를 앞장서서 이끄는 혁신과 개혁, 기회와 공정, 미래 변화 선도, 노동의 존중, 경제적 자립, 약자와의 동행, 평화통일을 지향하는 외교 안보 등을 핵심 가치로 삼아서 다양한 정책을 개발하고 있다.
최근에는 서울특별시와 부산광역시 시민들의 의견을 반영하여 부동산·복지·교육·교통 등의 17개 분야에서 150개의 정책 과제를 담은 ‘시민 희망비전’을 국민의힘에 전달하며 2021년 재보궐선거에 출마한 후보들에게 도움을 주었다. 국민의힘과 여의도연구원은 ‘시민 희망 비전’을 토대로 당내외 의견을 다양하게 수렴해 시민들의 행복과 지방 정부의 발전에 도움이 되는 정책으로 완성해 나갈 방침이다.

## 역대 이사장·원장

### 역대 이사장

#### 여의도연구소 이사장
| 대 | 이름   | 임기                     | 정당                                      | 비고 |
| -- | ------ | ------------------------ | ----------------------------------------- | ---- |
| 1  | 김덕룡 | 1995년 2월 ~ 1995년 7월  | 민주자유당                                |      |
| 2  | 김윤환 | 1995년 7월 ~ 1995년 11월 | 민주자유당                                |      |
| 3  | 강삼재 | 1995년 11월 ~ 1997년 3월 | 민주자유당 (1995) 신한국당 (1995~1997)    |      |
| 4  | 박관용 | 1997년 3월 ~ 1997년 8월  | 신한국당                                  |      |
| 5  | 강삼재 | 1997년 8월 ~ 1997년 10월 | 신한국당                                  |      |
| 6  | 김태호 | 1997년 10월 ~ 1998년 2월 | 신한국당 (1997) 한나라당 (1997~1998)      |      |
| 7  | 서청원 | 1998년 2월 ~ 1998년 12월 | 한나라당                                  |      |
| 8  | 이회창 | 1999년 1월 ~ 2003년 1월  | 한나라당                                  |      |
| 9  | 최병렬 | 2003년 10월 ~ 2004년 5월 | 한나라당                                  |      |
| 10 | 박근혜 | 2004년 5월 ~ 2006년 6월  | 한나라당                                  |      |
| 11 | 김영선 | 2006년 6월 ~ 2006년 7월  | 한나라당                                  |      |
| 12 | 강재섭 | 2006년 7월 ~ 2007년 10월 | 한나라당                                  |      |
| 13 | 안병직 | 2007년 10월 ~ 2008년 5월 | 한나라당                                  |      |
| 14 | 홍준표 | 2008년 5월 ~ 2008년 5월  | 한나라당                                  |      |
| 15 | 전석홍 | 2008년 5월 ~ 2013년 10월 | 한나라당 (2008~2012) 새누리당 (2012~2013) |      |

#### 여의도연구원 이사장
| 대 | 이름   | 임기                                            | 정당                                     | 비고                               |
| -- | ------ | ----------------------------------------------- | ---------------------------------------- | ---------------------------------- |
| 1  | 황우여 | 2013년 10월 ~ 2014년 5월                        | 새누리당                                 |                                    |
| 2  | 이완구 | 2014년 5월 ~ 2014년 7월                         | 새누리당                                 |                                    |
| 3  | 김무성 | 2014년 7월 ~ 2016년 8월                         | 새누리당                                 |                                    |
| 4  | 이정현 | 2016년 8월 ~ 2017년 1월                         | 새누리당                                 |                                    |
| 5  | 인명진 | 2017년 1월 ~ 2017년 7월                         | 새누리당 (2017) 자유한국당 (2017)        |                                    |
| 6  | 홍준표 | 2017년 7월 ~ 2018년 6월                         | 자유한국당                               | 제7회 전국동시지방선거 참패로 사퇴 |
| 7  | 김성태 | 2018년 7월                                      | 자유한국당                               |                                    |
| 8  | 김병준 | 2018년 7월 ~ 2019년 2월                         | 자유한국당                               |                                    |
| 9  | 황교안 | 2019년 2월 ~ 2020년 4월                         | 자유한국당 (2019~2020) 미래통합당 (2020) | 제21대 국회의원 선거 참패로 사퇴   |
| 10 | 김종인 | 2020년 5월 ~ 2021년 4월                         | 미래통합당 (2020) 국민의힘 (2020~2021)   |                                    |
| 11 | 주호영 | 2021년 4월                                      | 국민의힘                                 |                                    |
| 12 | 김기현 | 2021년 4월 ~ 2021년 6월                         | 국민의힘                                 |                                    |
| 13 | 이준석 | 2021년 6월 ~ 2022년 7월                         | 국민의힘                                 | 징계로 인한 직위상실               |
| 14 | 권성동 | 2022년 7월 ~ 2022년 8월 2022년 8월 ~ 2022년 9월 | 국민의힘                                 |                                    |
| 15 | 주호영 | 2022년 8월 ~ 2022년 8월                         | 국민의힘                                 |                                    |
| 16 | 정진석 | 2022년 9월 ~ 2023년 3월                         | 국민의힘                                 |                                    |
| 17 | 김기현 | 2023년 3월 ~ 2023년 12월                        | 국민의힘                                 |                                    |
| 18 | 윤재옥 | 2023년 12월 ~ 2023년 12월                       | 국민의힘                                 |                                    |
| 19 | 한동훈 | 2023년 12월 ~ 2024년 4월                        | 국민의힘                                 |                                    |
| 20 | 윤재옥 | 2024년 4월 ~ 2024년 5월                         | 국민의힘                                 |                                    |
| 21 | 황우여 | 2024년 5월 ~ 2024년 7월                         | 국민의힘                                 |                                    |
| 21 | 한동훈 | 2024년 7월 ~ 2024년 12월                        | 국민의힘                                 |                                    |
| 22 | 권성동 | 2024년 12월 ~ 2024년 12월                       | 국민의힘                                 |                                    |
| 23 | 권영세 | 2024년 12월 ~ 2025년 5월                        | 국민의힘                                 |                                    |
| 24 | 권성동 | 2025년 5월 ~ 2025년 5월                         | 국민의힘                                 |                                    |
| 25 | 김용태 | 2025년 5월 ~ 2025년 6월                         | 국민의힘                                 |                                    |
| 26 | 송언석 | 2025년 6월 ~                                    | 국민의힘                                 |                                    |

### 역대 원장

#### 여의도연구소 소장
| 대 | 이름   | 임기                     | 정당                                      | 비고 |
| -- | ------ | ------------------------ | ----------------------------------------- | ---- |
| 1  | 이영희 | 1995년 2월 ~ 1996년 2월  | 민주자유당 (1995) 신한국당 (1995~1996)    |      |
| 2  | 윤영오 | 1996년 2월 ~ 1998년 5월  | 신한국당 (1996~1997) 한나라당 (1997~1998) |      |
| 3  | 석종현 | 1998년 5월 ~ 1998년 12월 | 한나라당                                  |      |
| 4  | 윤여준 | 1998년 12월 ~ 2000년 2월 | 한나라당                                  |      |
| 5  | 유승민 | 2000년 2월 ~ 2003년 9월  | 한나라당                                  |      |
| 6  | 윤여준 | 2003년 9월 ~ 2004년 8월  | 한나라당                                  |      |
| 7  | 박세일 | 2004년 8월 ~ 2005년 1월  | 한나라당                                  |      |
| 8  | 윤건영 | 2005년 1월 ~ 2005년 7월  | 한나라당                                  |      |
| 9  | 김기춘 | 2005년 7월 ~ 2006년 7월  | 한나라당                                  |      |
| 10 | 임태희 | 2006년 7월 ~ 2007년 9월  | 한나라당                                  |      |
| 11 | 서병수 | 2007년 9월 ~ 2008년 8월  | 한나라당                                  |      |
| 12 | 김성조 | 2008년 8월 ~ 2009년 6월  | 한나라당                                  |      |
| 13 | 진수희 | 2009년 6월 ~ 2010년 7월  | 한나라당                                  |      |
| 14 | 주호영 | 2010년 7월 ~ 2011년 7월  | 한나라당                                  |      |
| 15 | 정두언 | 2011년 7월 ~ 2011년 12월 | 한나라당                                  |      |
| 16 | 김광림 | 2011년 12월 ~ 2013년 5월 | 한나라당 (2011~2012) 새누리당 (2012~2013) |      |

#### 여의도연구원 원장
| 대 | 이름   | 임기                      | 정당                                     | 비고                             |
| -- | ------ | ------------------------- | ---------------------------------------- | -------------------------------- |
| 1  | 이주영 | 2013년 5월 ~ 2015년 6월   | 새누리당                                 |                                  |
| 2  | 김종석 | 2015년 6월 ~ 2016년 11월  | 새누리당                                 | 박근혜-최순실 게이트로 사퇴      |
| 3  | 추경호 | 2017년 3월 ~ 2017년 7월   | 자유한국당                               |                                  |
| 4  | 김대식 | 2017년 7월 ~ 2018년 7월   | 자유한국당                               |                                  |
| 5  | 김선동 | 2018년 7월 ~ 2019년 3월   | 자유한국당                               |                                  |
| 6  | 김세연 | 2019년 3월 ~ 2019년 12월  | 자유한국당                               |                                  |
| 7  | 성동규 | 2019년 12월 ~ 2020년 4월  | 자유한국당 (2019~2020) 미래통합당 (2020) | 제21대 국회의원 선거 참패로 사퇴 |
| 8  | 지상욱 | 2020년 4월 ~ 2022년 9월   | 미래통합당 (2020) 국민의힘 (2020~)       |                                  |
| 9  | 김용태 | 2022년 9월 ~ 2023년 3월   | 미래통합당 (2020) 국민의힘 (2020~)       |                                  |
| 10 | 박수영 | 2023년 3월 ~ 2023년 10월  | 국민의힘                                 |                                  |
| 11 | 김성원 | 2023년 10월 ~ 2023년 12월 | 국민의힘                                 |                                  |
| 12 | 홍영림 | 2023년 12월 ~ 2024년 8월  | 국민의힘                                 |                                  |
| 13 | 유의동 | 2024년 8월 ~ 2025년 1월   | 국민의힘                                 |                                  |
| 14 | 윤희숙 | 2025년 1월 ~ 2025년 8월   | 국민의힘                                 |                                  |

## 같이 보기
- 국민의힘
- 국제민주연합
- 헤리티지 재단
- 허드슨 연구소

## 참조
1. ↑  “與 여의도연구소→여의도연구원으로 첫걸음”. 2013년 10월 10일. 2016년 9월 22일에 확인함.[깨진 링크(과거 내용 찾기)]
2. ↑  류수근 기자 (2020년 9월 3일). “미래통합당, 출범 6개월만에 '국민의힘'으로 개명...정강정책에 기본소득·경제민주화 구현·국민주거안정 등 명시”. 《메가경제》. 2021년 2월 27일에 확인함.
3. ↑  강지수 인턴기자 (2020년 12월 17일). “여의도연구원, 서울·부산 '시민 희망비전' 국민의힘에 전달”. 《서울경제》. 2021년 2월 27일에 확인함.